# 岡田謙
岡田 謙（おかだ ゆずる、1906年9月19日 - 1969年9月5日）は、日本の社会学者、社会人類学者。

## 略歴
東京出身。東京帝国大学卒。1930年台北帝国大学講師、台湾の先住民族を研究。のち東京高等師範学校教授、東京教育大学教授。47年「未開社会に於ける家族」で東京帝大文学博士。51年ニューヨーク大学で在外研修。

## 著書
- 『原始社会』弘文堂　1939　教養文庫
- 『未開社会に於ける家族』弘文堂書房　1942
- 『民族学』朝日新聞社　1947　朝日新講座
- 『未開社会の研究』弘文堂　1948
- 『基礎社会』弘文堂　1949
- 『理解社会学』春秋社　1949　マックスウェーバー研究叢書
- 『一般社会科辞典』弘文堂・アテネ文庫、1953
- 『社会人類学の基本問題』有斐閣　1959　社会学選書

## 共編著
- 『社会学概論』牧野巽共著　金子書房　1948
- 『時事問題十五講』編　中教出版　1950
- 『郷土社会事典』青野寿郎,和歌森太郎共編　金子書房　1956
- 『家 その構造分析』喜多野清一共編　創文社　1959

## 参考
- デジタル版日本人名大辞典: